# 九斿白纛

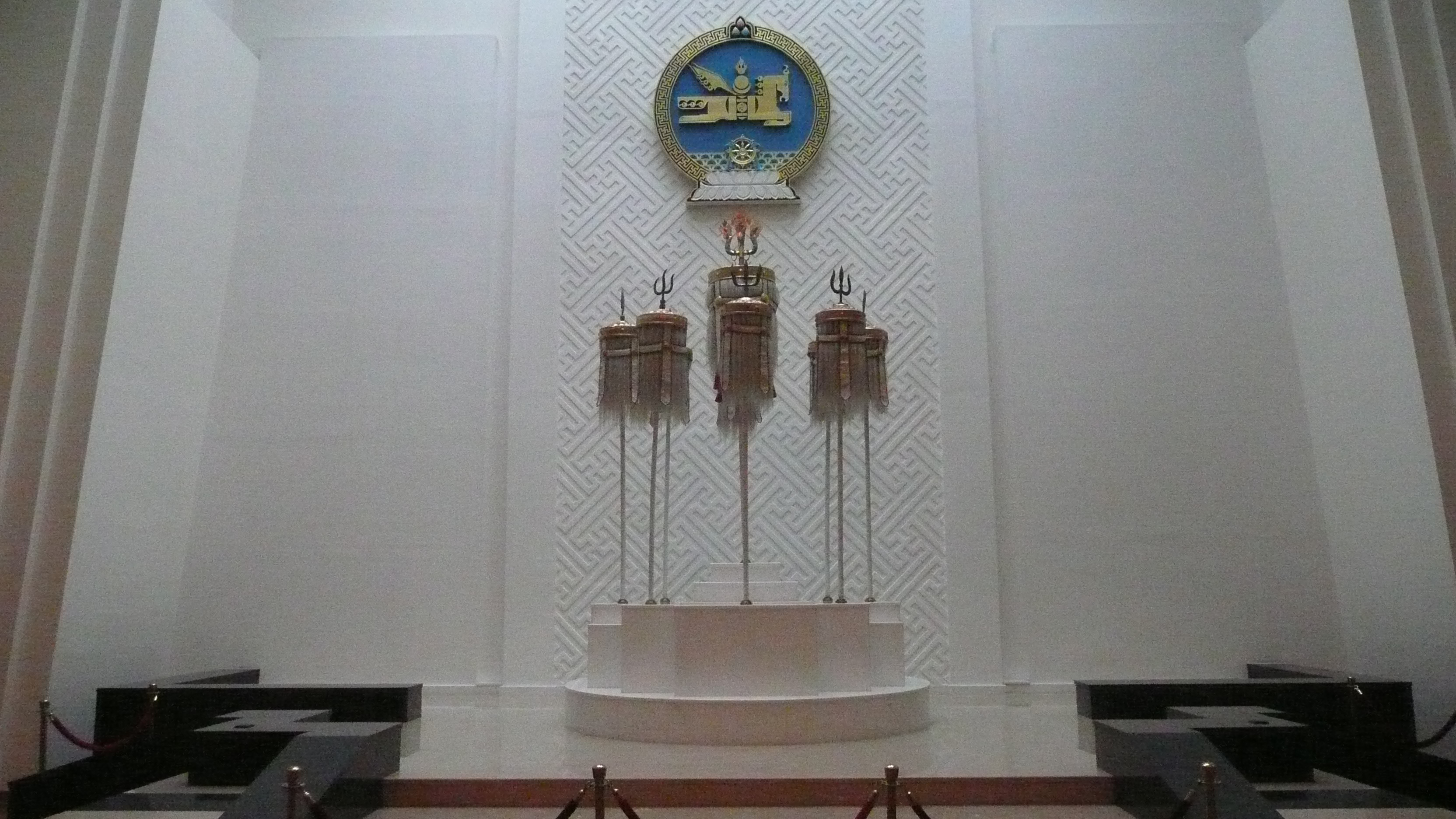
蒙古國国家宫中设立的九斿白纛

九斿白纛，或称查干苏勒定、九纛，历史上是蒙古族权力的象征，最初由成吉思汗所创立，《元史·太祖本纪》记载，1206年成吉思汗大会诸王群臣，建九斿白纛，即皇帝位于斡难河之源。自蒙元之后成为蒙古的权力象征，各部酋长均有各自的禿克。现代的蒙古国国庆那达慕上常用作庆典仪式。

## 白纛

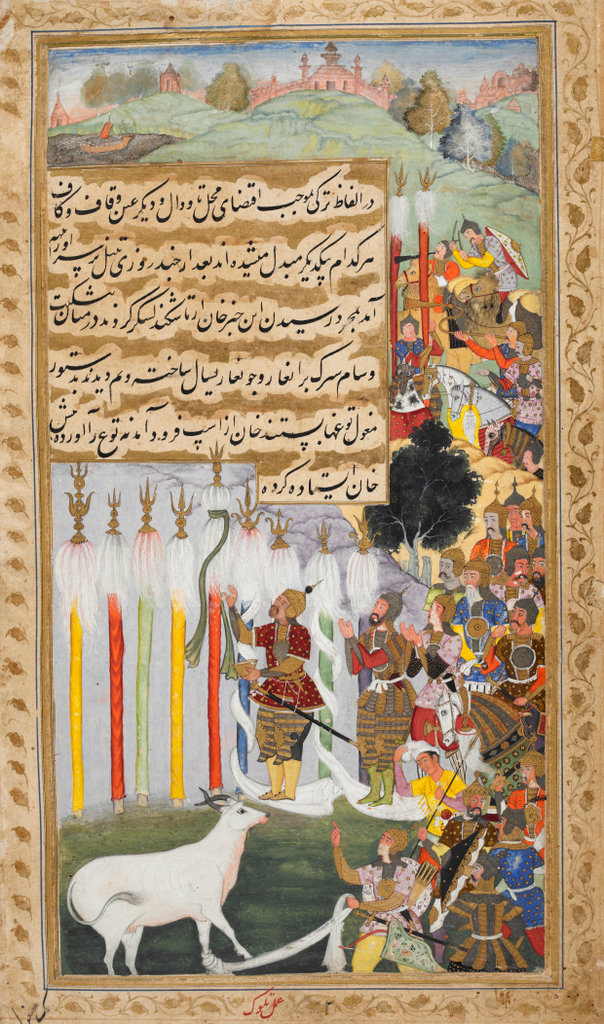
巴布爾統領莫臥兒軍隊向帖木兒的九纛致敬

白纛意为白旗，或者是白杆大旗的意思，也有作为苍天的象征之意。
白纛的形象在蒙古族分佈地区中至今留有印记。作为权力的象征，一般会设立专门的守护卫队，并在外出时随行协带。九斿白纛则同一匹白马陀行，故白纛常常与白马共同出现。

## 形制

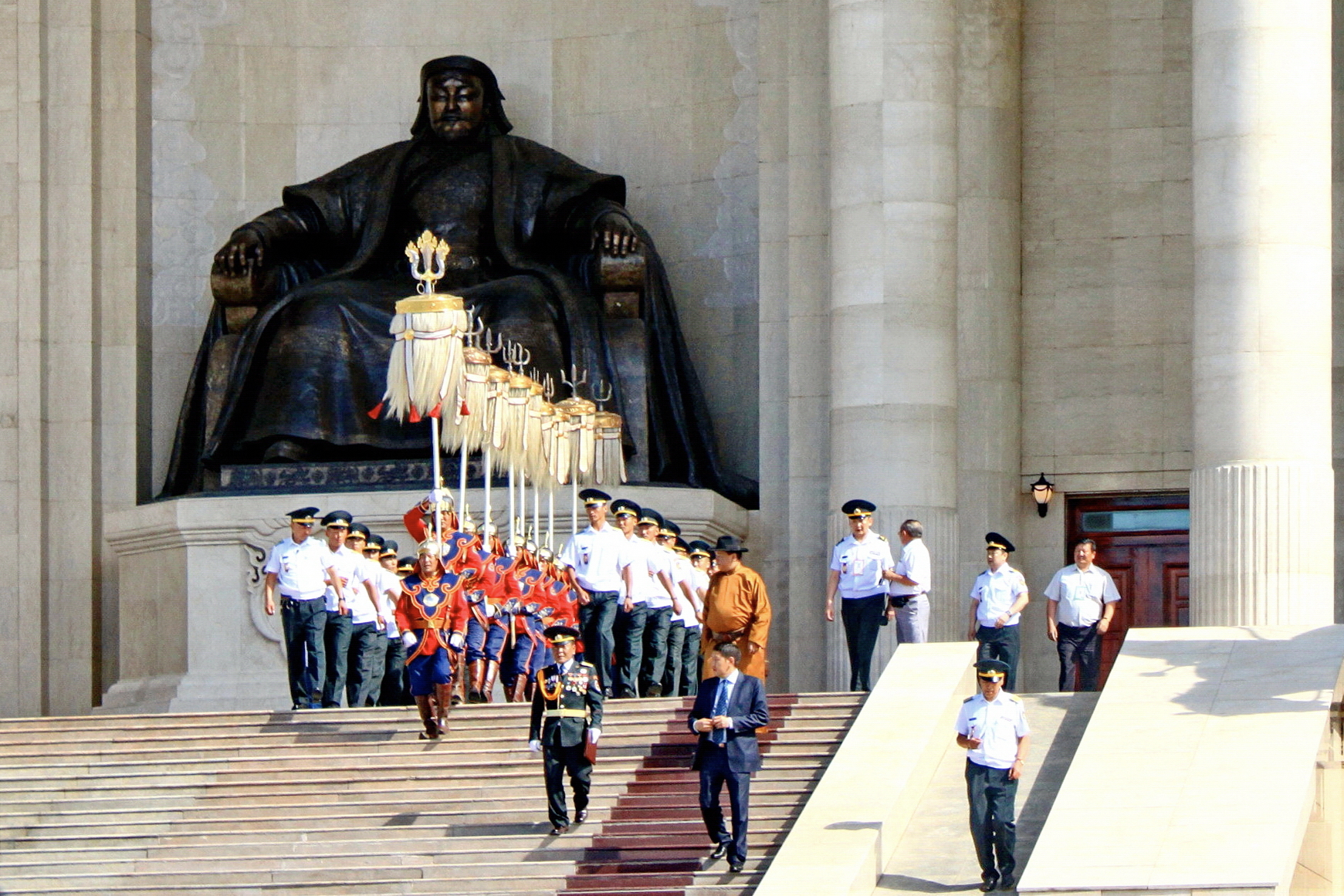
蒙古国仪仗队使用的“察干苏勒德”

苏鲁锭（“矛”的意思），又音译苏勒定、苏勒德、苏力德，汉语意译神矛、徽標、纛，蒙古历史上共同祭奠的苏力德分为察干苏力德、哈喇苏力德、阿拉克苏力德等三种，来自于象征和平的蒙古大汗旗察干苏力德（也叫白纛）、象征威猛无敌的哈喇苏力德（也叫黑纛）、象征半和平半战争状态的阿拉克苏力德。传说称铁木真出生之时，手握胎血，掰开后发现，是块苏鲁锭模样的血块。故此后人说：“成吉思汗是手握‘苏鲁锭’出世的，是长生天派来拯救蒙古的英雄”，因此苏鲁锭也被视为传承过来的神物。
白纛由三部分组成顶部象征火焰的三叉神矛（蘇魯錠）、查干圆盘及白马尾的缨子组成主体，镶于由松木制成的白干之上，放置于由花岗岩作成的基座之上。三叉神矛一般为银制，或有镶宝石的。
九斿白纛由九支白纛组成，中间的一支较大，并且矛头由黄金制成。其安置以中间的主白纛为中心向一丈五外的八面树立。主白纛的松杆为一丈三长、五寸粗，其余八支白纛则为九尺长。